# Paktha
 Paktha  – dystrykt w Laosie, wchodzący w skład prowincji Bokéo.